# Vale do Anari
Vale do Anari är en kommun i Brasilien.   Den ligger i delstaten Rondônia, i den centrala delen av landet, 1 700 km väster om huvudstaden Brasília. Antalet invånare är 9 361.
Omgivningarna runt Vale do Anari är huvudsakligen savann. Runt Vale do Anari är det mycket glesbefolkat, med 3 invånare per kvadratkilometer.